# Control-C

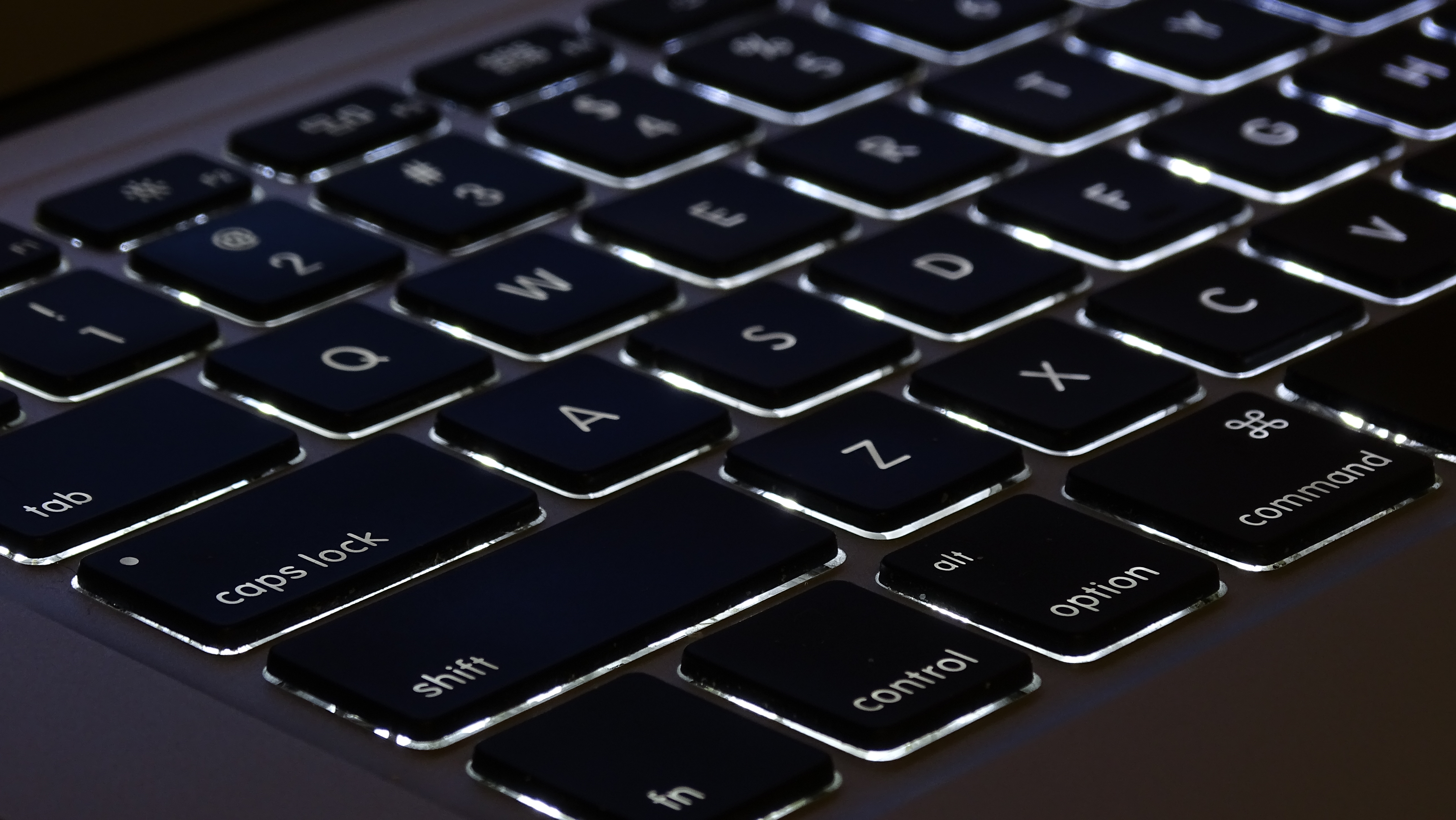
Teclado de um MacBook Air

Control-C é um comando muito comum utilizado para gerar um sinal de controle de interrupção de comando em sistemas UNIX e DOS, terminando a execução de um processo ativo caso este não ignore os sinais de interrupção (por estar processando uma seção crítica, por exemplo).
Também é um comando de atalho utilizado na maioria dos programas editores de texto modernos para copiar uma seleção de texto e/ou imagens para a área de transferência. Para mais informações, veja "Cortar, copiar e colar".
Também muito usado para copiar trabalhos de escola do Wikipedia.